# Laroche-près-Feyt
Laroche-près-Feyt este o comună în departamentul Corrèze din centrul Franței. În 2009 avea o populație de 77 de locuitori.

## Evoluția populației
| An        | 1975 | 1982 | 1990 | 1999 | 2006 | 2009 |
| --------- | ---- | ---- | ---- | ---- | ---- | ---- |
| Populație | 103  | 115  | 106  | 82   | 80   | 77   |